# Линейчатый филиппинский уж
Линейчатый филиппинский уж (лат. Cyclocorus lineatus) — вид змей семейства Cyclocoridae. Эндемик Филиппин.

## Внешний вид
Длина тела до 34 см, хвоста — до 10 см. Чешуя гладкая, с апикальными порами. Тело сверху синевато-коричневое с тремя тёмными линиями от головы до хвоста. Между ними проходят ряды светло-жёлтых точек. На брюшных щитках небольшие белые точки, а также разбросанные треугольные чёрные пятна. Верхнегубные щитки светлые, отграничены сверху тёмной линией, проходящей под глазом.

## Распространение
Вид обитает только на Филиппинских островах Лубанг, Лусон, Миндоро, Полилло, Катандуанес, Мариндуке, Гимарас, Себу, Панай и Негрос на высоте до 1400 м над уровнем моря, являясь эндемиком архипелага.

## Образ жизни
Обитает близко к рекам, ручьям и другим водоёмам с каменистым дном. Может встречаться около поселений человека, а также в нарушенных местах обитания. Питается преимущественно рыбой. Яйцекладущий вид. Самка делает кладку из 5—6 яиц длиной 2 см, чаще всего под брёвнами, хотя известна находка кладки в муравейнике.

## Природоохранный статус
Международным союзом охраны природы вид отнесён к «вызывающим наименьшие опасения».

## Подвиды
Выделяют 2 подвида:
- Cyclocorus lineatus alcalai Leviton, 1967 — обитает на островах Негрос, Себу и Панай. От номинативного подвида отличается меньшим количеством брюшных и подхвостовых щитков, меньшей относительной длиной хвоста, а также особенностями окраски.
- Cyclocorus lineatus lineatus (Reinhardt, 1843) — в остальных частях ареала.